# Baisieux (Nord)

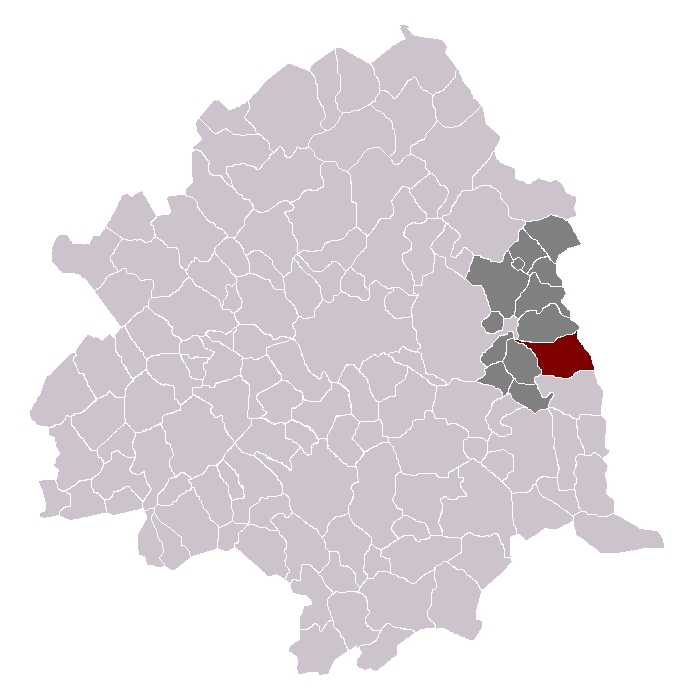
Localització de Baisieux

Baisieux és un municipi francès, situat a la regió dels Alts de França, al departament del Nord. L'any 2006 tenia 4.078 habitants. Limita al nord amb Willems, a l'oest amb Chéreng, al sud-oest amb Gruson i al sud amb Camphin-en-Pévèle.

## Demografia
| 1962                                       | 1968  | 1975  | 1982  | 1990  | 1999  | 2006  |
| ------------------------------------------ | ----- | ----- | ----- | ----- | ----- | ----- |
| 2.879                                      | 2.942 | 2.851 | 3.505 | 3.555 | 4.039 | 4.078 |
| Des de 1962: població sense dobles comptes |       |       |       |       |       |       |

## Administració
| Període | Identitat      | Partit        |
| ------- | -------------- | ------------- |
| 1983-   | Francis Delrue | Divers droite |